# Precious Achiuwa
Precious Ezinna Achiuwa (Port Harcourt, Rivers, 19 de septiembre de 1999) es un baloncestista nigeriano que pertenece a la plantilla de los New York Knicks de la NBA. Con 2,03 metros de estatura, juega en la posición de ala-pívot.

## Trayectoria deportiva

### Universidad
Tras participar en 2019 en el McDonald's All-American, donde fue el máxmo anotador con 22 puntos, y en el Nike Hoop Summit, donde fue el máximo reboteador del equipo internacional, jugó una temporada con los Tigers de la Universidad de Memphis, en la que promedió 15,8 puntos, 10,8 rebotes, 1,0 asistencias, 1,1 robos de balón y 1,9 tapones por partido. Fue elegido Jugador del Año de la American Athletic Conference y mejor novato de la conferencia.
Al término de la temporada anunció su intención de renunciar a los tres años universitarios que le quedaban, para presentarse al Draft de la NBA.

#### Estadísticas
| Año     | Equipo  | PJ | PT | MPP  | %TC  | %3P  | %TL  | RPP  | APP | ROB | TPP | PPP  |
| ------- | ------- | -- | -- | ---- | ---- | ---- | ---- | ---- | --- | --- | --- | ---- |
| 2019–20 | Memphis | 31 | 31 | 30.4 | .493 | .325 | .599 | 10.8 | 1.0 | 1.1 | 1.9 | 15.8 |

### Profesional
Fue elegido en la vigésima posición del Draft de la NBA de 2020 por los Miami Heat.
Tras una temporada en Miami, el 6 de agosto de 2021, es traspasado a Toronto Raptors junto a Goran Dragić a cambio de Kyle Lowry.
Durante su tercera temporada en Toronto, el 30 de diciembre de 2023, es traspasado junto a OG Anunoby a New York Knicks, a cambio de Immanuel Quickley y R. J. Barrett.
A finales de julio de 2024 renueva con los Knicks.

## Selección nacional
En verano de 2021 formó parte de la selección absoluta nigeriana que participó en los Juegos Olímpicos de Tokio 2020, que quedó en décimo lugar.

## Estadísticas de su carrera en la NBA

### Temporada regular
| Año     | Equipo   | PJ  | PT | MPP  | %TC  | %3P  | %TL  | RPP | APP | ROB | TPP | PPP |
| ------- | -------- | --- | -- | ---- | ---- | ---- | ---- | --- | --- | --- | --- | --- |
| 2020-21 | Miami    | 61  | 4  | 12.1 | .544 | .000 | .509 | 3.4 | .5  | .3  | .5  | 5.0 |
| 2021-22 | Toronto  | 73  | 28 | 23.6 | .439 | .359 | .595 | 6.5 | 1.1 | .5  | .6  | 9.1 |
| 2022-23 | Toronto  | 55  | 12 | 20.7 | .485 | .269 | .702 | 6.0 | .9  | .6  | .5  | 9.2 |
| 2023-24 | Toronto  | 25  | 0  | 17.5 | .459 | .277 | .571 | 5.4 | 1.8 | .6  | .5  | 7.7 |
| 2023-24 | New York | 49  | 18 | 24.2 | .525 | .260 | .643 | 7.2 | 1.1 | .6  | 1.1 | 7.6 |
| 2024-25 | New York | 57  | 10 | 20.5 | .502 | .278 | .594 | 5.6 | 1.0 | .8  | .7  | 6.6 |
| Total   | Total    | 320 | 72 | 20.0 | .484 | .304 | .606 | 5.7 | 1.0 | .6  | .7  | 7.6 |

### Playoffs
| Año   | Equipo   | PJ | PT | MPP  | %TC  | %3P  | %TL  | RPP | APP | ROB | TPP | PPP  |
| ----- | -------- | -- | -- | ---- | ---- | ---- | ---- | --- | --- | --- | --- | ---- |
| 2021  | Miami    | 3  | 0  | 4.0  | .750 | —    | .250 | 2.0 | .0  | .0  | .7  | 2.3  |
| 2022  | Toronto  | 6  | 1  | 27.8 | .481 | .313 | .600 | 4.8 | 1.0 | .2  | .8  | 10.2 |
| 2024  | New York | 9  | 2  | 20.5 | .488 | .000 | .385 | 4.2 | .6  | .4  | 1.3 | 5.2  |
| 2025  | New York | 8  | 0  | 4.3  | .429 | .000 | .500 | 1.1 | .0  | .1  | .0  | 1.8  |
| Total | Total    | 26 | 3  | 15.3 | .487 | .250 | .452 | 3.2 | .4  | .2  | .7  | 5.0  |

## Vida personal
Su madre, Eunice, y su padre, Donatus, son ministros pentecostales.
Achiuwa tiene tres hermanos llamados, God'sgift (Regalo de Dios), God'swill (Deseo de Dios) y Promise (Promesa), además tiene dos hermanas llamadas Grace (Gracia) y Peace (Paz). Su hermano mayor, God'sgift jugó al baloncesto universitario en St. John's desde 2011 a 2014.